# Maria Eleanor Forbes
Maria Eleanor Forbes, comtesse de Clarendon (23 janvier 1761 – 18 mars 1844), est l'épouse de John Villiers (3e comte de Clarendon).

## Biographie
Maria est la fille et cohéritière de l'amiral John Forbes et son épouse, Mary Capell, fille de William Capell (3e comte d'Essex). Sa mère et celle de sonfutur époux sont sœurs, ils sont donc cousins germains,. Ils se marient le 5 janvier 1791, et ont une fille, Marie-Harriet, qui ne s'est jamais mariée et est morte en 1838.
Le comte meurt en 1838 et est remplacé par son neveu. La comtesse meurt, âgée de 83 ans, à Clarendon House, North Audley Street, Westminster.
Un portrait en miniature de la comtesse est peinte sur ivoire par Richard Cosway.